# РТР Планета
РТР Планета е обществен телевизионен канал в Русия, основан на 1 юли 2002 година от Общоруската държавна телевизионна и радиопредавателна компания.

## Логотип
- Първи логотип – ТВ канал „РТР Планета“ (от 1 септември 2002 до 31 декември 2009 години).
- Втори логотип – ТВ канал „РТР Планета“ (от 1 януари до 30 май 2010 години).
- Трети логотип – ТВ канал „РТР Планета“ (от 31 май 2010 – настояще време).